# Марченко, Сергей Михайлович
Серге́й Миха́йлович Ма́рченко (укр. Сергій Михайлович Марченко; род. 24 января 1981, Макаров, Киевская область, Украинская ССР, СССР) — украинский экономист и политический деятель. Кандидат экономических наук (2009). Заместитель министра финансов Украины (2016—2018), заместитель Главы Администрации Президента Украины (2018—2019). Министр финансов Украины с 30 марта 2020 года.

## Биография
Родился в Макаров Киевской области 24 января 1981 года. В Макаровской средней школе № 1 получил среднее образование. Высшее образование получил в Академии государственной налоговой службы Украины, в 2002 году получил степень магистра управления государственными финансами, был стипендиатом Президента Украины.
Позже продолжил научные исследования на базе Научно-исследовательского финансового института при Министерстве финансов Украины, и в 2009 году защитил диссертацию на тему «Государственные еврооблигационные заимствования Украины на международном рынке капитала» и получил степень кандидата экономических наук.
С 2002 года работал на различных должностях в Министерстве финансов Украины, Государственной налоговой администрации президента Украины, Секретариате Кабинета Министров Украины.
С 2011 года работал в Координационном центре по внедрению реформ при Президенте Украины. Принимал участие в разработке Бюджетного кодекса Украины, который был принят в 2014 году. В дальнейшем работал экспертом в «Bendukidze Free Market Center» и был академическим директором общей программы KSE и GIZ 2015—2016 годов «Лидерство в государственных финансах».
С 27 мая 2016 года по 26 июля 2018 года работал заместителем Министра финансов Украины. С 31 августа 2018 года по 19 мая 2019 года занимал должность заместителя Главы Администрации Президента Украины Игоря Райнина.
В 2019 году баллотировался в Верховную Раду IX созыва под номером 7 в списке партии «Украинская стратегия Гройсмана», которая в парламент не прошла.
30 марта 2020 года со второй попытки был назначен Министром финансов Украины. Член СНБО (с 7 апреля 2020 года).
16 июля 2025 года правительство Дениса Шмыгаля было отправлено в отставку. 17 июля 2025 года стало известно, что в новом правительстве Юлии Свириденко, министр Марченко сохранил свою должность.

## Личная жизнь
Жена — Марченко Марина Алексеевна, дочь Аврора, сын Леонид.